# باربرا غلاك
باربرا غلاك (بالإنجليزية: Barbara Gluck)‏ هي صحفية ومصورة أمريكية، ولدت في 1938 في نيويورك في الولايات المتحدة.